# Цыбовка (Полтавская область)
Цыбовка (укр. Цибівка) — село,
Мануйловский сельский совет,
Козельщинский район,
Полтавская область,
Украина.
Код КОАТУУ — 5322083005. Население по переписи 2001 года составляло 14 человек.

## Географическое положение
Село Цыбовка находится на расстоянии в 1 км от села Гаевое и в 1,5 км от села Харченки.
Местность вокруг села заболочена, там много небольших заросших озёр.

## История
Село указано на трехверстовке Полтавской области. Военно-топографическая карта.1869 года как хутор Цыбов